# Fred Buscaglione & i suoi Asternovas (primo album del 1956)
Fred Buscaglione & i suoi Asternovas è il primo album pubblicato da Fred Buscaglione nel 1956.

## Il disco
Dopo alcune pubblicazioni di singoli a 78 e 45 giri dal 1955, Buscaglione realizza il suo primo LP pubblicato dalla Cetra (che non si era ancora fusa con la Fonit).
L'album contiene canzoni che avevano avuto l'anno precedente molto successo, tra cui Che bambola (finora unica canzone ad avere il suono di un campanello e di un cuculo rispettivamente all'inizio e alla fine), la prima canzone del cantautore, che aveva venduto quasi 1 milione di copie senza nemmeno un battage pubblicitario. C'è anche Porfirio Villarosa, simpatica canzone in chiave spagnola, la fiabesca Giacomino (lato B di Che bambola) e la romantica Niente Visone.
Il disco all'epoca non ebbe un grande successo ma contribuì a far conoscere meglio Buscaglione.

## Tracce
Lato A
1. Dixieland '53 (Fred Buscaglione)
2. Che bambola (Fred Buscaglione, Leo Chiosso)
3. Giacomino (Aldo Saitto)
4. Tango delle capinere (Bixio Cherubini, Cesare Andrea Bixio)

Lato B
1. Porfirio Villarosa (Fred Buscaglione, Leo Chiosso)
2. Niente visone (Fred Buscaglione, Leo Chiosso)
3. Pensa ai fatti tuoi (Fred Buscaglione, Leo Chiosso)
4. Silbando Mambo (Pérez Prado)

## Formazione
- Fred Buscaglione – voce

### Asternovas
- Gianni Saiu - chitarra
- Dino Arrigotti - pianoforte
- Carletto Bistrussu – batteria
- Berto Pisano - contrabbasso
- Giulio Libano - tromba
- Giorgio Giacosa - sax, clarinetto, flauto